# 반도체 소자
반도체 소자(半導體素子, 영어: semiconductor device) 또는 솔리드 스테이트 소자(영어: solid state device)는 전자공학에서, 반도체의 전기 전도 특성을 이용한 전자 회로나 비슷한 장치에 주로 쓰이는 부품을 뜻한다.
휴대전화, 컴퓨터, 텔레비전과 같은 현대의 전자제품에 반드시 내장되기 때문에, 공학에서 매우 중요하다. 또한, 반도체 소자의 시장 규모는 2006년에 세계적으로 25조원을 넘었으므로 경제적인 영향도 무시할 수 없다. 이러한 반도체 소자가 가지는 산업상의 중요성을 가리켜서 '반도체는 산업의 쌀이다.'라고 표현하기도 한다.

## 특징
반도체 소자가 흔히 쓰이기 전에는 전자제품의 능동소자로는 진공이나 기체를 이용한 전자관이 사용되었다. 하지만 반도체소자는 아래와 같은 특징을 지녀서 전자관을 대체하여 향상되었다.
- 히터가 필요하지 않기 때문에 소비전력이 낮고 전원이 들어오면 바로 동작한다.
- 낮은 온도로 동작하기 때문에 수명이 길다.
- 진동이나 충격에 강하며 신뢰성이 높다.
- 동일한 동작에 필요한 부피나 면적이 적게 든다.

이전의 전자관보다 불리한 단점도 보완하는 방법이 개발되어 더 널리 보급됐다.
- 온도에 따른 특성변화가 커서 보상회로가 필요하다. → 보상회로가 포함된 집적회로를 제작함.
- 제조공정의 사소한 변화에도 큰 특성변화로 나타난다. → 회로를 디지털화하여 특성의 영향을 작게 한다. 그리고 제조공정의 관리를 엄격하게 한다.

## 재료와 성질
대부분의 반도체는 단결정 실리콘을 사용하지만 그외 사용되는 재료는 게르마늄, 갈륨비소(GaAs), 갈륨비소인, 질화갈륨(GaN), 탄화규소(SiC) 등이 있다.
반도체 재료의 전도성은 결정구조의 자유전자 과부족이 생기게 하는 불순물에 의해 결정된다. 일반적으로 다수캐리어 (majority carrier) (N형 반도체는 전자, P형 반도체는 양공)를 통하여 담당한다. 그러나 트랜지스터같은 다양한 반도체소자에서 동작하기 위해서는 소수캐리어 (minority carrier) (N형 반도체는 정공, P형 반도체는 전자)가 필요하다.
반도체의 정류효과 (전류를 한쪽으로만 통하는 성질)는 원래 방연광(方鉛鑛)의 결정에서 발견되었다. 초기의 라디오 수신기  (광석 라디오)는 납의 보관도구에 묻은 방연광의 결정의 표면에 "고양이의 수염"이라고 불리는 가는 금속선을 약간 접촉시킨 것이 사용되었다고한다.

## 구조에 따른 소자의 분류

### 점접촉형
가장 초기의 구조이다. 게르마늄 반도체표면에 바늘을 연결해서 단자로 만든 것이다. 1945년에는 다이오드, 1948년에는 트랜지스터가 개발되었다. 점접촉형 다이오드는 단자간 용량이 작고 고주파특성이 좋기 때문에 검파용 다이오드로 널리이용되었으며 현재도 특정용도로 생산되고 있다. 반면 점접촉형 트랜지스터는 트랜지스터 발명 당시의 모양이며, 이미터 단자와 컬렉터 단자의 간격을 미세하고 짧게 유지하는 것이 곤란하고 불안정한 동작 때문에 접합형 트랜지스터로 대체되었다. 이 방식 이외의 반도체는 원칙적으로 모두 접합형 구조로 분류된다.

### 결정성장형
순수한 반도체단결정을 용해 반도체에 넣어서 천천히 밀어내 막대 모양으로 성장시킨 것이다.
레트그론형
도너 불순물과 억셉터 불순을 같이 소량 포함하는 용액에서 밀어내는 것이다. 밀어내는 속도를 빠르게하면 P형 반도체가 성장하고, 느리게하면 N형 반도체가 성장한다. 베이스 영역이 두껍기 때문에 고주파 특성이 나쁘다.
그론확산형
밀어내는 과정에서 용해반도체에 가해지는 불순물을 변화시키면 결정의 장소에 따라서 P형이나 N형 반도체가 성장한다. 이런 방법에 의하여 다이오드는 PN, 트랜지스터는 PNP (또는 NPN) 구조를 만든다.

### 합금접합형
게르마늄 트랜지스터 전성기에 일반적인 제조방법이다. 얇은 N형 단결정을 억셉터가 되는 인듐의 금속알갱이로 양면으로 열접합해서 합금부분에서 확산한 억셉터에 의하여 PNP 구조를 형성한다. (NPN 구조도 있지만, Si 트랜지스터는 사용되지 않음)
- 드리프트 트랜지스터
- 표면 장벽형
- 미세합금형
- 미세합금 확산형

### 메사형
단면이 대지 (mesa, 메사) 모양으로 두께 방향으로 전류를 흘리는 것이다. PN 접합 다이오드는 PN, 접합형 트랜지스터는 PNP/NPN, 사이리스터는 PNPN 구조를 형성한다.
2000년대에는 높은 전력용 전력 소자에만 사용되고 있다.

### 평면형
동일한 평면에 단자용 전극을 형성한 것이다. 전류경로를 짧게 하고 고주파 특성이 좋다.
그리고 미세가공으로 많은 소자를 배열해서 사진기술의 응용으로 제조할 수 있기 때문에 정밀하게 대량생산이 된다. 이 특징을 살려서 모노리식 집적회로가 발명되었다.

## 제조방식에 따른 소자의 분류
- 확산접합형

반도체기판에 확산이나 이온 주입에 불순물을 포함시키는 것이다.
- 에피택셜형 (epitaxial)

낮은 저항값을 갖는 반도체기판 표면에 얇은 높은 저항결정층을 형성하는 것이다.
- 인슐레이터위의 실리콘(silicon on insulator, SOI)

절연체에 실리콘의 평면형 반도체소자를 형성하는 기술이다. 절연체의 박막을 이용하기 때문에 기판 아래로 새는 전류가 적고, 방사선 내성이 향산된다. 시스템 액정 디스플레이, 새는 전류가 적고 고속동작이 가능한 시모스 소자, 고전압 MOS-IC, 내방사선 소자의 제작에 사용된다. 절연체는 인공으로 만든 사파이어가 사용되기도 한다. (사파이어위의 실리콘(silicon on sapphire, SOS))

## 역할에 따른 소자의 분류
소자는 회로 내 역할에 따라 능동소자와 수동소자로 분류할 수 있다.
- 수동 소자 : 저항기, 유도자, 축전기, 스위치 등
- 능동 소자 : 다이오드, 트랜지스터, 집적회로 등

## 단자 수에 따른 소자의 분류 및 종류
소자는 단자 수에 따라 2단자 소자, 3단자 소자, 다단자 소자 등으로 분류할 수 있다.
오늘날 많이 사용되는 고체소자는 트랜지스터, 전계효과 트랜지스터 (FET), 사이리스터 (SCR), 다이오드 (정류기), 발광 다이오드 (LED) 등이 있다.
반도체 소자는 개별 부품으로도 사용할 수 있지만, 동일한 제조공정으로 제작할 수 있는 다수의 소자를 하나의 기판에 집적하는 집적회로로도 가능하다.

### 2단자 소자 (다이오드)
- 정전압 다이오드
- 가변용량 다이오드
- 발광 다이오드 (LED)
- 핀 다이오드
- 쇼트키장벽 다이오드（SBD）
- 레이저 다이오드
- 광다이오드
- 태양 전지
- 정전기보호 다이오드
- AC변환 다이오드
- 배리스터 (varistor)
- 에사키 다이오드
- 건 다이오드

### 3단자 소자
트랜지스터
- 접합형 트랜지스터
  - 달링턴 트랜지스터
- 전계효과 트랜지스터 (FET)
- 절연 게이트 양극성 트랜지스터 (IGBT)
- 단접합 트랜지스터
- 광트랜지스터
- 정전유도 트랜지스터 (SI 트랜지스터)

사이리스터 (SCR)
- 게이트 턴 오프 사이리스터 (GTO)
- 트라이액 (triac)
- 통합 게이트 정류 사이리스터 (IGCT)
- 광트리거 사이리스터 (LTT)
- 정전유도 사이리스터 (SI 사이리스터)

### 다단자 소자
- 집적회로

## 분자소자
서울대학교 이탁희 교수 연구팀은 벤젠 단일분자 한개단위로 트랜지스터 소자로서 작동하는 사실을 규명해 지난 2009년 네이처에서 이를 언급한바있다. 2012년에 이를 응용한 분자전자소자를 개발했다. 이러한 연구결과는 소자의 전기적 성질과 분자들간의 전자 이동이 결국 같은 원리를 기반으로하는것 이라는 매우 도전적인 질문에대한 심도있는 결과에 한걸음 더 접근한 성과로 받아들여지고 있다. 이는 과학적 성과에서 뿐만아니라 친환경적이며 저전력의 기준등에서도 매우 중요한 성과이다.

## 같이 보기
- 진공관
- 반도체 오류 진단 및 분석